# Ільіна Анна Сергіївна
Анна Сергі́ївна Ільіна — українська спортсменка з кульової стрільби. Рекордсменка України.

## З життєпису
В 2019 році представляла Одеську область у «Всесвітніх Іграх серед військовослужбовців».
У жовтні на 7-х «Всесвітніх Іграх серед військовослужбовців» (2019) в Ухані, Китай, разом з Лесею Леськів та Наталією Кальниш у вправі МГ-9 лежачи на 50 метрів з 1867 очками здобула перемогу з рекордом турніру. На другий день змагань у стрільбі з гвинтівки на 50 м з 623,1 очками здобула бронзову нагороду в особистому заліку. У стрільбі з гвинтівки на 50 м з 3528 очками в командних змаганнях разом з Лесею Леськів поповнила скарбничку срібною нагородою.

## Досягнення
- Дворазова бронзова призерка чемпіонату Європи зі стрільби кульової[8]
- Переможниця змагань з кульової стрільби на 7-х Всесвітніх іграх серед військовослужбовців (2019) в Ухані:
  - Перше місце в командних змаганнях на дистанції 50 м[5];
  - Третє місце в особистому заліку на дистанції 50 м[6];
  - Друге місце  в командних змаганнях на дистанції 50 м[7].

## Нагороди
- Орден княгині Ольги III ступеня (2020)[9].